# Ajax Jeugdopleiding
De Ajax Jeugdopleiding is de regionale jeugdopleiding (RJO) van de voetbalclub AFC Ajax.

## Algemeen
De opleiding concentreert zich op het Ajax-systeem van "Techniek, Inzicht, Persoonlijkheid en Snelheid" (TIPS). De jeugdelftallen spelen volgens hetzelfde 4-3-3 systeem met vleugelspelers als het eerste elftal. Hierdoor wordt de doorstroming vergemakkelijkt. Jaarlijks stromen echter maar ongeveer twee a drie voetballers uit de jeugd door naar het eerste elftal. Spelers die de top bij Ajax uiteindelijk niet weten te halen belanden vaak bij andere clubs in de Eredivisie waardoor de jeugdopleiding van Ajax ook wel de kweekvijver van het Nederlandse voetbal genoemd wordt. De jeugdopleiding stond van 2008 tot 2011 onder leiding van voormalig profvoetballer Jan Olde Riekerink. Diens rol werd overgenomen door Wim Jonk en Dennis Bergkamp. Sinds juni 2016 is Saïd Ouaali hoofd jeugdopleiding.
De jeugdopleiding is gevestigd op Sportpark De Toekomst, nabij de Johan Cruijff Arena in Amsterdam en de opleiding heeft van de KNVB een maximale beoordeling van vier sterren gekregen. Op de Toekomst wordt doordeweeks door 13 jeugdteams en 4 amateurteams getraind. Wedstrijden van Jong Ajax en de Ajax Vrouwen worden gespeeld op Sportpark De Toekomst. Een enkele keer wordt er uitgeweken naar de Amsterdam ArenA, de thuisbasis van Ajax. De jeugdteams werken hun wedstrijden ook af op Sportpark De Toekomst.
De Ajax-jeugd is beroemd om vele grote Nederlandse internationals zoals Sjaak Swart, Johan Cruijff, Frank Rijkaard, Dennis Bergkamp, Frank en Ronald de Boer, Edgar Davids, Clarence Seedorf, Patrick Kluivert, Wesley Sneijder, Nigel de Jong en Gregory van der Wiel evenals de huidige Oranje internationals, Ryan Gravenberch, Jurriën Timber, Daley Blind en Davy Klaassen.

## Technische staf
| Naam               | Functie                   |
| ------------------ | ------------------------- |
| Marijn Beuker      | Directeur Voetbal         |
| Dolf Roks          | Technisch Manager Vrouwen |
| Fred Grim          | Hoofd Jeugd Coaching      |
| Casimir Westerveld | Hoofd Jeugd Scouting      |
| Stef Wijlaars      | Hoofd Midden/Bovenbouw    |
| Joost van Dam      | Hoofd Onderbouw           |

| Naam                                                                                          | Team                |
| --------------------------------------------------------------------------------------------- | ------------------- |
| Willem Weijs (hoofdtrainer), Yuri Rose (assistent trainer), Kiki Musampa (assistent trainer)  | Jong Ajax           |
| Paul Nuijten (hoofdtrainer), Deniz Aslan (assistent trainer)                                  | Ajax O19            |
| Stan Bijl (hoofdtrainer), Atilla Yıldırım (assistent trainer)                                 | Ajax O17            |
| Daan van Oudheusden (hoofdtrainer), Ismaïl Aissati (assistent trainer)                        | Ajax O16            |
| Frank Korpershoek (hoofdtrainer), Taylor Sexton (assistent trainer)                           | Ajax O15            |
| Rik Verhage (hoofdtrainer), Lesly de Sa (assistent trainer)                                   | Ajax O14            |
| Mark van Lith (hoofdtrainer), Género Zeefuik (assistent-trainer)                              | Ajax O13            |
| Boban Lazić (hoofdtrainer), Ryan Robinson (assistent-trainer)                                 | Ajax O12            |
| Dennis de Haan (hoofdtrainer), Jeffrey Sarpong (assistent-trainer)                            | Ajax O11            |
| Mitchell Donald (hoofdtrainer), Yener Devecioglu (assistent-trainer)                          | Ajax O10            |
| Jack Bijsterveld (hoofdtrainer), Johan Castillo (assistent-trainer)                           | Ajax O9             |
| Digiano Ladru (hoofdtrainer), Luca de Graav (assistent-trainer)                               | Ajax O8             |
| Stefan Postma (Jong Ajax), Mike van Houten (boven- enmiddenbouw), Glenn Berkelaar (onderbouw) | Keeperstrainers     |
| Ronald de Boer, John Bosman, Jan Wouters, Nordin Wooter                                       | Specialistentrainer |

| Naam                                                               | Team                     |
| ------------------------------------------------------------------ | ------------------------ |
| Anouk Bruil (hoofdtrainer), Chantal de Ridder (assistent-trainer)  | Vrouwen talententeam 019 |
| Britt van der Wiel (hoofdtrainer), Khalid Bare (assistent-trainer) | Vrouwen talententeam 016 |

## Selecties

### Jong Ajax
Het beloftenelftal van AFC Ajax, Jong Ajax, komt met ingang van 2013/2014 uit in de Jupiler League

### Technische staf Jong Ajax
| Naam          | Functie           |
| ------------- | ----------------- |
| Willem Weijs  | Hoofdtrainer      |
| Kiki Musampa  | Assistent-trainer |
| Yuri Rose     | Assistent-trainer |
| Stefan Postma | Keeperstrainer    |

### Ajax U18
Ajax A1 komt uit in de Eredivisie O18.

### Technische staf Ajax U18
| Naam            | Functie               |
| --------------- | --------------------- |
| Paul Nuijten    | Hoofdtrainer Ajax O19 |
| Deniz Aslan     | Assistent-trainer     |
| Mike van Houten | Keeperstrainer        |

## Teams
| De jeugdteams van AFC Ajax \| Level \| Team \| Leeftijdscategorie \| Competitie \| \| ---------- \| ---- \| ------------------ \| --------------- \| \| A-junioren \| A1 \| 18-19 \| Nike Eredivisie \| \| A-junioren \| A2 \| 18-19 \| Eerste Divisie \| \| B-junioren \| B1 \| 16-17 \| Eredivisie \| \| B-junioren \| B2 \| 16-17 \| Eerste Divisie \| \| C-junioren \| C1 \| 14-15 \| Eredivisie \| \| C-junioren \| C2 \| 14-15 \| Eerste Divisie \| \| D-junioren \| D1 \| 12-13 \| Eredivisie \| \| D-junioren \| D2 \| 12-13 \| Eerste Divisie \| \| E-pupillen \| E1 \| 10-11 \| Eredivisie \| \| E-pupillen \| E2 \| 10-11 \| Eerste Divisie \| \| E-pupillen \| E3 \| 10-11 \| Tweede Divisie \| \| F-pupillen \| F1 \| 8-9 \| Eredivisie \| \| F-pupillen \| F2 \| 8-9 \| Eerste Divisie \| |      |                    |                 |
| Level | Team | Leeftijdscategorie | Competitie      |
| A-junioren | A1   | 18-19              | Nike Eredivisie |
| A-junioren | A2   | 18-19              | Eerste Divisie  |
| B-junioren | B1   | 16-17              | Eredivisie      |
| B-junioren | B2   | 16-17              | Eerste Divisie  |
| C-junioren | C1   | 14-15              | Eredivisie      |
| C-junioren | C2   | 14-15              | Eerste Divisie  |
| D-junioren | D1   | 12-13              | Eredivisie      |
| D-junioren | D2   | 12-13              | Eerste Divisie  |
| E-pupillen | E1   | 10-11              | Eredivisie      |
| E-pupillen | E2   | 10-11              | Eerste Divisie  |
| E-pupillen | E3   | 10-11              | Tweede Divisie  |
| F-pupillen | F1   | 8-9                | Eredivisie      |
| F-pupillen | F2   | 8-9                | Eerste Divisie  |

## Accommodatie

### Sportpark De Toekomst
Sportcomplex De Toekomst is de thuisbasis van AFC Ajax (vrouwenvoetbal), spelend in de Women's BeNe League, en hoofdklasser Ajax (amateurs). Het sportpark, eigendom van AFC Ajax, wordt verder gebruikt voor wedstrijden van de jeugdelftallen en Jong Ajax. Daarnaast is het de trainingslocatie van deze genoemde elftallen plus de selectie van AFC Ajax. Tevens bevat het sportcomplex van de Amsterdamse voetbalclub 7 velden en een modern trainingscentrum.

#### Adidas MiCoach Performance Centre
Op sportpark De Toekomst bevindt zich ook het trainingscentrum Adidas MiCoach Performance Centre. Het Adidas MiCoach Performance Centre is gebouwd door Poly-Ned en herbergt alles op het gebied van (voetbal)innovatie en trainingsmethodes en zal gebruikt worden door zowel de A-selectie als de jeugdselecties van Ajax. Zo wordt het onder andere mogelijk om op een sportwetenschappelijke manier bewegingsanalyses te maken en snelheden, afstanden van dribbelen, koppen en schieten in kaart te brengen. Tijdens een hevige storm op 28 oktober 2013 stortte de trainingshal in, Ajax heeft deze inmiddels weer opgebouwd.

## Doorgestroomde jeugdspelers
Deze lijst omvat spelers die sinds de oprichting van de Ajax Voetbalschool minimaal één seizoen in de A-jeugd (of lager) van Ajax gespeeld hebben en in een officiële wedstrijd hun debuut maakten voor de hoofdmacht van Ajax.
Het gaat hier om officiële wedstrijden in het betaald voetbal, de KNVB beker of Europees voetbal.
| Seizoen                                          | Nationaliteit                            | Naam                                     | Debuut                                   | Competitie                               | Pos.                                     | Gescoord bij debuut                      |
| Vanaf seizoen 2020/21 tot en met 2029/30         | Vanaf seizoen 2020/21 tot en met 2029/30 | Vanaf seizoen 2020/21 tot en met 2029/30 | Vanaf seizoen 2020/21 tot en met 2029/30 | Vanaf seizoen 2020/21 tot en met 2029/30 | Vanaf seizoen 2020/21 tot en met 2029/30 | Vanaf seizoen 2020/21 tot en met 2029/30 |
| ------------------------------------------------ | ---------------------------------------- | ---------------------------------------- | ---------------------------------------- | ---------------------------------------- | ---------------------------------------- | ---------------------------------------- |
| 2023/24                                          | Nederland                                | Tristan Gooijer                          | 14 december 2023                         | UEFA Europa League                       | V                                        | Nee                                      |
| 2023/24                                          | Nederland                                | Jaydon Banel                             | 30 november 2023                         | UEFA Europa League                       | A                                        | Nee                                      |
| 2023/24                                          | Nederland                                | Ar'Jany Martha                           | 2 november 2023                          | Eredivisie                               | V                                        | Nee                                      |
| 2023/24                                          | Nederland                                | Branco van den Boomen                    | 12 augustus 2023                         | Eredivisie                               | M                                        | Nee                                      |
| 2022/23                                          | Nederland                                | Silvano Vos                              | 9 april 2023                             | Eredivisie                               | M                                        | Nee                                      |
| 2022/23                                          | Nederland                                | Jorrel Hato                              | 11 januari 2023                          | KNVB beker                               | V                                        | Nee                                      |
| 2022/23                                          | Nederland                                | Olivier Aertssen                         | 11 januari 2023                          | KNVB beker                               | V                                        | Nee                                      |
| 2022/23                                          | Nederland                                | Kian Fitz-Jim                            | 8 januari 2023                           | Eredivisie                               | M                                        | Nee                                      |
| 2022/23                                          | Denemarken                               | Christian Rasmussen                      | 8 januari 2023                           | Eredivisie                               | A                                        | Nee                                      |
| 2022/23                                          | Nederland                                | Youri Baas                               | 28 augustus 2022                         | Eredivisie                               | V                                        | Nee                                      |
| 2022/23                                          | Nederland                                | Steven Bergwijn                          | 30 juli 2022                             | Johan Cruijff Schaal                     | A                                        | Ja                                       |
| 2021/22                                          | Nederland                                | Anass Salah-Eddine                       | 15 mei 2022                              | Eredivisie                               | V                                        | Nee                                      |
| 2021/22                                          | Nederland                                | Liam van Gelderen                        | 23 april 2022                            | Eredivisie                               | V                                        | Nee                                      |
| 2021/22                                          | Nederland                                | Jay Gorter                               | 20 januari 2022                          | KNVB beker                               | K                                        | Nee                                      |
| 2021/22                                          | Nederland                                | Youri Regeer                             | 15 december 2021                         | KNVB beker                               | M                                        | Nee                                      |
| 2021/22                                          | Nederland                                | Amourricho van Axel Dongen               | 15 december 2021                         | KNVB beker                               | A                                        | Nee                                      |
| 2021/22                                          | IJsland                                  | Kristian Hlynsson                        | 15 december 2021                         | KNVB beker                               | M                                        | Ja                                       |
| 2020/21                                          | Nederland                                | Kenneth Taylor                           | 12 december 2020                         | Eredivisie                               | M                                        | Nee                                      |
| 2020/21                                          | Denemarken                               | Victor Jensen                            | 12 december 2020                         | Eredivisie                               | M                                        | Nee                                      |
| 2020/21                                          | Nederland                                | Devyne Rensch                            | 28 november 2020                         | Eredivisie                               | V                                        | Nee                                      |
| 2020/21                                          | Nederland                                | Brian Brobbey                            | 31 oktober 2020                          | Eredivisie                               | A                                        | Ja                                       |
| 2020/21                                          | Nederland                                | Sean Klaiber                             | 18 oktober 2020                          | Eredivisie                               | V                                        | Nee                                      |
| Vanaf seizoen 2010/11 tot en met 2019/20         |                                          |                                          |                                          |                                          |                                          |                                          |
| 2019/20                                          | Nederland                                | Jurriën Timber                           | 7 maart 2020                             | Eredivisie                               | V                                        | Nee                                      |
| 2019/20                                          | Brazilië                                 | Danilo                                   | 23 februari 2020                         | Eredivisie                               | A                                        | Nee                                      |
| 2019/20                                          | Turkije                                  | Naci Ünüvar                              | 22 januari 2020                          | KNVB beker                               | A                                        | Ja                                       |
| 2019/20                                          | Nederland                                | Sontje Hansen                            | 18 december 2019                         | KNVB beker                               | A                                        | Nee                                      |
| 2019/20                                          | Verenigde Staten                         | Sergiño Dest                             | 10 augustus 2019                         | Eredivisie                               | V                                        | Nee                                      |
| 2019/20                                          | Nederland                                | Quincy Promes                            | 27 juli 2019                             | Johan Cruijff Schaal                     | A                                        | Nee                                      |
| 2018/19                                          | Nederland                                | Noa Lang                                 | 26 september 2018                        | KNVB beker                               | A                                        | Nee                                      |
| 2018/19                                          | Nederland                                | Mitchel Bakker                           | 26 september 2018                        | KNVB beker                               | V                                        | Nee                                      |
| 2018/19                                          | Nederland                                | Ryan Gravenberch                         | 23 september 2018                        | Eredivisie                               | M                                        | Nee                                      |
| 2018/19                                          | Nederland                                | Kaj Sierhuis                             | 25 juli 2018                             | UEFA Champions League                    | A                                        | Nee                                      |
| 2017/18                                          | Nederland                                | Azor Matusiwa                            | 6 mei 2018                               | Eredivisie                               | M                                        | Nee                                      |
| 2017/18                                          | Nederland                                | Jurgen Ekkelenkamp                       | 19 april 2018                            | Eredivisie                               | M                                        | Nee                                      |
| 2017/18                                          | Nederland                                | Dani de Wit                              | 25 februari 2018                         | Eredivisie                               | M                                        | Nee                                      |
| 2017/18                                          | Marokko                                  | Noussair Mazraoui                        | 4 februari 2018                          | Eredivisie                               | V                                        | Nee                                      |
| 2017/18                                          | Griekenland                              | Kostas Lamprou                           | 25 oktober 2017                          | KNVB beker                               | K                                        | Nee                                      |
| 2016/17                                          | Nederland                                | Deyovaisio Zeefuik                       | 16 april 2017                            | Eredivisie                               | V                                        | Nee                                      |
| 2016/17                                          | Nederland                                | Justin Kluivert                          | 15 januari 2017                          | Eredivisie                               | A                                        | Nee                                      |
| 2016/17                                          | Nederland                                | Carel Eiting                             | 26 oktober 2016                          | KNVB beker                               | M                                        | Nee                                      |
| 2016/17                                          | Nederland                                | Pelle Clement                            | 26 oktober 2016                          | KNVB beker                               | A                                        | Ja                                       |
| 2016/17                                          | Nederland                                | Abdelhak Nouri                           | 21 september 2016                        | KNVB beker                               | M                                        | Ja                                       |
| 2016/17                                          | Nederland                                | Matthijs de Ligt                         | 21 september 2016                        | KNVB beker                               | V                                        | Ja                                       |
| 2016/17                                          | Denemarken                               | Kasper Dolberg                           | 26 juli 2016                             | UEFA Champions League                    | A                                        | Ja                                       |
| 2015/16                                          | Nederland                                | Donny van de Beek                        | 26 november 2015                         | UEFA Europa League                       | M                                        | Nee                                      |
| 2015/16                                          | Tsjechië                                 | Václav Černý                             | 15 augustus 2015                         | Eredivisie                               | A                                        | Nee                                      |
| 2014/15                                          | Nederland                                | Kenny Tete                               | 5 februari 2015                          | Eredivisie                               | V                                        | Nee                                      |
| 2014/15                                          | Nederland                                | Riechedly Bazoer                         | 28 oktober 2014                          | KNVB beker                               | M                                        | Nee                                      |
| 2014/15                                          | Nederland                                | Queensy Menig                            | 24 september 2014                        | KNVB beker                               | A                                        | Ja                                       |
| 2014/15                                          | Nederland                                | Anwar El Ghazi                           | 10 augustus 2014                         | Eredivisie                               | A                                        | Nee                                      |
| 2013/14                                          | Nederland                                | Ricardo Kishna                           | 20 februari 2014                         | UEFA Europa League                       | A                                        | Nee                                      |
| 2013/14                                          | Nederland                                | Jaïro Riedewald                          | 19 december 2013                         | KNVB beker                               | V                                        | Nee                                      |
| 2013/14                                          | Nederland                                | Mickey van der Hart                      | 29 oktober 2013                          | KNVB beker                               | K                                        | Nee                                      |
| 2012/13                                          | Nederland                                | Stefano Denswil                          | 31 oktober 2012                          | KNVB beker                               | V                                        | Ja                                       |
| 2012/13                                          | Denemarken                               | Viktor Fischer                           | 20 oktober 2012                          | Eredivisie                               | A                                        | Nee                                      |
| 2012/13                                          | Nederland                                | Fabian Sporkslede                        | 26 september 2012                        | KNVB beker                               | V                                        | Nee                                      |
| 2012/13                                          | Finland                                  | Niklas Moisander                         | 25 augustus 2012                         | Eredivisie                               | V                                        | Ja                                       |
| 2012/13                                          | Nederland                                | Joël Veltman                             | 19 augustus 2012                         | Eredivisie                               | V                                        | Nee                                      |
| 2012/13                                          | Nederland                                | Mitchell Dijks                           | 19 augustus 2012                         | Eredivisie                               | V                                        | Nee                                      |
| 2011/12                                          | Nederland                                | Davy Klaassen                            | 22 november 2011                         | UEFA Champions League                    | M                                        | Nee                                      |
| 2011/12                                          | Nederland                                | Dico Koppers                             | 23 oktober 2011                          | Eredivisie                               | V                                        | Nee                                      |
| 2011/12                                          | Nederland                                | Ruben Ligeon                             | 15 oktober 2011                          | Eredivisie                               | V                                        | Nee                                      |
| 2011/12                                          | Nederland                                | Ricardo van Rhijn                        | 21 september 2011                        | KNVB beker                               | V                                        | Nee                                      |
| 2011/12                                          | Angola                                   | Lesly de Sa                              | 21 september 2011                        | KNVB beker                               | A                                        | Ja                                       |
| 2010/11                                          | Nederland                                | Jody Lukoki                              | 19 januari 2011                          | Eredivisie                               | A                                        | Nee                                      |
| 2010/11                                          | Nederland                                | Lorenzo Ebecilio                         | 12 december 2010                         | Eredivisie                               | M                                        | Nee                                      |
| 2010/11                                          | Armenië                                  | Aras Özbiliz                             | 28 november 2010                         | Eredivisie                               | A                                        | Nee                                      |
| Vanaf seizoen 2000/01 tot en met 2009/10         |                                          |                                          |                                          |                                          |                                          |                                          |
| 2009/10                                          | Denemarken                               | Christian Eriksen                        | 17 januari 2010                          | Eredivisie                               | M                                        | Nee                                      |
| 2008/09                                          | België                                   | Toby Alderweireld                        | 18 januari 2009                          | Eredivisie                               | V                                        | Nee                                      |
| 2008/09                                          | Nederland                                | Daley Blind                              | 7 december 2008                          | Eredivisie                               | V                                        | Nee                                      |
| 2007/08                                          | Nederland                                | Siem de Jong                             | 26 september 2007                        | KNVB beker                               | M                                        | Nee                                      |
| 2006/07                                          | Nederland                                | Gregory van der Wiel                     | 11 maart 2007                            | Eredivisie                               | V                                        | Nee                                      |
| 2006/07                                          | Nederland                                | Kenneth Vermeer                          | 28 september 2006                        | UEFA Cup                                 | K                                        | Nee                                      |
| 2005/06                                          | Curaçao                                  | Vurnon Anita                             | 19 maart 2006                            | Eredivisie                               | M                                        | Nee                                      |
| 2003/04                                          | Nederland                                | Ryan Babel                               | 1 februari 2004                          | Eredivisie                               | A                                        | Nee                                      |
| 2001/02                                          | Nederland                                | Maarten Stekelenburg                     | 23 oktober 2001                          | KNVB beker                               | K                                        | Nee                                      |
| 2001/02                                          | Nederland                                | Johnny Heitinga                          | 26 augustus 2001                         | Eredivisie (mannenvoetbal)               | V                                        | Nee                                      |
| Doorgestroomde jeugdspelers vóór seizoen 2000/01 |                                          |                                          |                                          |                                          |                                          |                                          |
| 1998/99                                          | Nederland                                | Tim de Cler                              | 23 april 1998                            | Eredivisie                               | V                                        | Nee                                      |

## Erelijst

### Kampioenschappen
- A-junioren Eredivisie : 17

1992–93, 1993–94, 1994–95, 1995–96, 1996–97, 1997–98, 2001–02, 2003–04, 2004–05, 2005–06, 2010–11, 2011–12, 2013-14, 2014-15, 2015-16, 2016-17, 2018-19
- A-junioren Eerste Divisie : 4

2004–05, 2007–08, 2008–09, 2010–11
- B-junioren Eredivisie : 4

2002–03, 2007–08, 2009–10, 2011–12
- B-junioren Eerste Divisie : 1

2006–07
- C-junioren Algeheel landskampioen : 1

2011–12
- C-junioren Eerste Divisie : 2

2008–09, 2011–12
- C2 kampioen : 2

2009–10, 2011–12
- D-junioren Algeheel landskampioen : 1

2011–12
- D-junioren Eerste Divisie : 7

2001–02, 2002–03, 2003–04, 2006–07, 2007–08, 2010–11, 2011–12
- D2 District West 1 kampioen : 4

2004–05, 2005–06, 2009–10, 2010–11
- D3 kampioen : 1

2009–10
- E1 kampioen : 1

2004–05
- E2 kampioen : 2

2009–10, 2010–11
- E3 kampioen : 1

2009–10
- F1 kampioen : 2

2009–10, 2010–11

### KNVB Beker
- A-junioren Cup : 1

2009–10
- B-junioren Cup : 2

2008–09, 2012–13
- D-junioren Cup : 1

2012–13
- F-pupillen District Cup : 1

2009–10

### Nederlandse Super Cup
- A-junioren Supercup : 3

2005, 2006, 2011
- B-junioren Supercup : 3

2009, 2012, 2014
- C-junioren Supercup : 1

2012
- D-junioren Supercup : 1

2010

## Talent van De Toekomst
De prijs voor de beste speler van De Toekomst (de jeugdopleiding), gekozen door de jeugdtrainers van Ajax, heette oorspronkelijk de Sjaak Swart Trofee en sinds het seizoen 2017/18 de Abdelhak Nouri Trofee.
| Jaar | Winnaar                    |
| ---- | -------------------------- |
| 2000 | Rafael van der Vaart       |
| 2001 | John Heitinga              |
| 2002 | Wesley Sneijder            |
| 2003 | Kenneth Vermeer            |
| 2004 | Murat Yıldırım             |
| 2005 | Hedwiges Maduro            |
| 2006 | Donovan Slijngard          |
| 2007 | Siem de Jong               |
| 2008 | Daley Blind                |
| 2009 | Aras Özbiliz               |
| 2010 | Christian Eriksen          |
| 2011 | Davy Klaassen              |
| 2012 | Mickey van der Hart        |
| 2013 | Damon Mirani               |
| 2014 | Aschraf El Mahdioui        |
| 2015 | Donny van de Beek          |
| 2016 | Matthijs de Ligt           |
| 2017 | Justin Kluivert            |
| 2018 | Ryan Gravenberch           |
| 2019 | Naci Ünüvar                |
| 2020 | Devyne Rensch              |
| 2021 | Amourricho van Axel Dongen |
| 2022 | Charlie Setford            |

## Ajax Online Academy
Centraal binnen de Ajaxopleiding staat de stijl van spelen (4-3-3), opleiding, gedrag en huisregels. Ajax streeft ernaar aantrekkelijk, offensief-minded, creatief, snel, eerlijk en bij voorkeur ver weg van de eigen doel op de helft van de tegenstander te spelen. Ajax gebruikt het 'TIPS-model', wat voor ontwikkeling van snelheid, techniek, inzicht en persoonlijkheid. Er zijn tien criteria voor elk deel. Ajax' trainingssessies bestaan altijd uit 8 ingrediënten. Samen met het TIPS-model vormen ze de kern van de Ajax-filosofie.
- 1. Coördinatie opleidingen
- 2. Schoppen, Passing en inworp
- 3. Blijf in beweging om de tegenstander de verslaan
- 4. Leiderschap
- 5. Afwerking
- 6. Positiespel
- 7. Positie kiezen tijdens de wedstrijd
- 8. Voetballen wanneer de ruimte's klein zijn

## Samenwerkingsverbanden
De opleiding werkt op verschillende gebieden met andere clubs uit binnen- en buitenland samen. De clubs waar Ajax op dit moment intensief mee samenwerkt zijn:
- Cape Town Spurs FC
- AS Trenčín[4]
- Beijing Guoan
- FC Barcelona
- Cruzeiro EC[5]
- Almere City FC
- AFC Amsterdam
- Bussumse Football Club